# Філліс Готліб
Філліс Фей Готліб (англ. Phyllis Fay Gotlieb) — канадська поетеса та письменниця наукової фантастики.

## Біографія
Народилася 25 травня 1926 року в Торонто у сім'ї єврейського походження. Її батьки були власниками кінотеатру, тому Філліс мала можливість безперешкодно дивитись велику кількість науково-фантастичних фільмів. Вивчала англійську в Торонтському університеті (1948 — бакалавр; 1950 — магістр), де й зустріла свого майбутнього чоловіка Келвіна, який згодом став директором інституту комп'ютерних наук цього ж університету. Матір трьох дітей (Лео, Маргарет, Джейн). Поєднювала сімейне життя та письменницьку кар'єру. Писала як поезію, так і науково-фантастичні твори. Найголовніша тематика її віршів: сім'я, історичне коріння, психологія та біологія людини. Проте, будучи добре знаною поетесою в Канаді, вважала, що науково-фантастичний внесок у літературу погано впливає на її репутацію:
|  | У моєї аудиторії завжди було певне небажання сприймати мої твори серйозно через те, що я писала наукову фантастику, яка ніколи не мала великого визнання як вид мистецтва в Канаді. По сьогоднішній день це так. Оригінальний текст (англ.) There was always in my audience a bit of reluctance to take my work seriusly because I wrote SF, which has never been greatly respected as a form of art in Canaa even to this day. |

.
Більшість своїх науково-фантастичних творів письменниця видала в США, тому вона позиціонувала себе насамперед як «канадська поетеса та американська письменниця наукової фантастики». Ба більше, на момент заснування Американської асоціації письменників-фантастів (1965), Фелліс була єдиним представником Канади у цій організації. Її називали «матір'ю канадської наукової фантастики». Премія «Сонячний спалах» названа на честь однойменного першого науково-фантастичного роману письменниці.  А 1982 року Філліс отримала премію «Прікс Аврора» за роман «Судження драконів». Померла письменниця 14 липня 2009 року у віці 82 років.

## Твори

### Фантастика
- Sunburst, 1964 — «Сонячний спалах»;
- Why Should I Have All the Grief, 1969, фантастичний твір про Голокост — «Через що мені весь цей смуток?»;
- O Master Caliban!, 1976 — «О володарю Калібане!»;
- Son of the Morning and Other Stories, 1983, збірка оповідань — «Син ранку та інші історії»;
- Heart of Red Iron, 1989, продовження «О володарю Калібане!» — «Серце червоного заліза»;
- Blue Apes, 1995, збірка оповідань — «Сині примати»;
- Birthstones, 2007 — «Каміння зодіаку».

### Трилогія Зоряні коти
- A Judgment of Dragons, 1980 — «Судження драконів»;
- Emperor, Swords, Pentacles, 1982 — «Імператор, мечі, магічні знаки»;
- The Kingdom of the Cats, 1985 — «Королівство котів».

### Трилогія ГалФед
- Flesh and Gold, 1998 — «Плоть та золото»;
- Violent Stars, 1999 — «Жорстокі зірки»;
- MindWorlds, 2002 — «Розум світів».

### Поезія
- Who Knows One, 1961 — «Хто знає одну?»;
- Within the Zodiac, 1964 — «У межах зодіаку»;
- Ordinary Moving, 1969 — «Звичайний рух»;
- Doctor Umlaut's Earthly Kingdom, 1974 — «Земне королівство лікаря Умлаута»;
- The Works, 1978 — «Твори»;
- Red Blood Black Ink White Paper: New and Selected Poems 1961–2001, 2002 — «Червона кров, темне чорнило, білий папір: Нові та вибрані вірші».